# بخش مالمو
بخش مالمو (به سوئدی: Malmö kommun) یک ناحیه شهرداری در سوئد است که در شهرستان اسکونه واقع شده‌است.

## خواهرخوانده
شهرهای فلورانس، Port Adelaide، اشترالزوند، شچچین، تالین، تانگشان، وارنا، واسا، کالینینگراد، استان کییتی، نیوکاسل و آنتالیا خواهرخوانده‌های بخش مالمو هستند.